# دلسوز (فیلم)
دلسوز (به هندی: Diljale) فیلمی محصول سال ۱۹۹۶ و به کارگردانی هری باوجا است. در این فیلم بازیگرانی همچون اجی دیوگن، سونالی بندره، مادهو، آمریش پوری، شاکتی کاپور، پارمیت ستهی، گلشن گروور، فریده جلال، هیمانی شیوپوری ایفای نقش کرده‌اند.